# Thanasīs Antetokounmpo
Athanasios Rotimi Antetokounmpo, nato Adétòkunbọ̀, detto Thanasīs (in greco Αθανάσιος "Θανάσης" Αντετοκούνμπο?; Atene, 18 luglio 1992), è un cestista greco con cittadinanza nigeriana, professionista nella NBA con i Milwaukee Bucks.

## Biografia
È il fratello maggiore dei cestisti Giannīs (MVP delle stagioni NBA 2018-19 e NBA 2019-20) e Kōstas Antetokounmpo.

## Carriera
Nella stagione 2012-13 ha giocato al Filathlitikos, nella seconda serie greca; dal 2013 gioca nei Delaware 87ers, nella NBDL (G League). Soprannominato Greek Freak 2 e Greek Streak, ha partecipato alla gara delle schiacciate dell'All Star Game NBDL 2014. Si è dichiarato eleggibile per il Draft NBA 2014, nel quale è stato selezionato dai New York Knicks con la 51ª scelta assoluta. Successivamente la squadra newyorkese non ha garantito il suo contratto, rendendolo di fatto free agent.

## Statistiche

### NBA

#### Regular Season
| Anno       | Squadra         | PG  | PT | MP  | TC%  | 3P%  | TL%  | RP  | AP  | PRP | SP  | PP  |
| ---------- | --------------- | --- | -- | --- | ---- | ---- | ---- | --- | --- | --- | --- | --- |
| 2015-2016  | N.Y. Knicks     | 2   | 0  | 3,0 | 75,0 | 0,0  | -    | 0,5 | 0,0 | 0,0 | 0,0 | 3,0 |
| 2019-2020  | Milwaukee Bucks | 20  | 2  | 6,5 | 50,0 | 0,0  | 41,2 | 1,2 | 0,8 | 0,4 | 0,1 | 2,8 |
| 2020-2021† | Milwaukee Bucks | 57  | 3  | 9,7 | 48,9 | 24,1 | 51,0 | 2,2 | 0,8 | 0,4 | 0,2 | 2,9 |
| 2021-2022  | Milwaukee Bucks | 48  | 6  | 9,9 | 54,7 | 14,3 | 63,0 | 2,1 | 0,5 | 0,3 | 0,3 | 3,6 |
| 2022-2023  | Milwaukee Bucks | 37  | 0  | 5,6 | 43,5 | 0,0  | 50,0 | 1,2 | 0,4 | 0,1 | 0,1 | 1,4 |
| 2023-2024  | Milwaukee Bucks | 34  | 0  | 4,6 | 53,3 | 0,0  | 0,0  | 0,4 | 0,5 | 0,2 | 0,1 | 0,9 |
| Carriera   | Carriera        | 198 | 11 | 7,7 | 50,9 | 14,3 | 52,9 | 1,6 | 0,6 | 0,3 | 0,2 | 2,4 |

#### Play-off
| Anno     | Squadra         | PG | PT | MP  | TC%  | 3P% | TL%  | RP  | AP  | PRP | SP  | PP  |
| -------- | --------------- | -- | -- | --- | ---- | --- | ---- | --- | --- | --- | --- | --- |
| 2021†    | Milwaukee Bucks | 13 | 0  | 3,5 | 28,6 | -   | 83,3 | 0,8 | 0,2 | 0,4 | 0,2 | 0,7 |
| 2022     | Milwaukee Bucks | 8  | 0  | 2,5 | 66,7 | -   | 33,3 | 0,5 | 0,1 | 0,1 | 0,0 | 0,6 |
| 2023     | Milwaukee Bucks | 2  | 0  | 2,5 | -    | -   | -    | 0,0 | 0,0 | 0,0 | 0,0 | 0,0 |
| 2024     | Milwaukee Bucks | 2  | 0  | 2,5 | -    | -   | -    | 0,0 | 0,0 | 0,5 | 0,5 | 0,0 |
| Carriera | Carriera        | 25 | 0  | 3,0 | 40,0 | -   | 66,7 | 0,6 | 0,2 | 0,3 | 0,1 | 0,6 |

#### Massimi in carriera
- Massimo di punti: 27 vs Cleveland Cavaliers (10 aprile 2022)[3]
- Massimo di rimbalzi: 10 vs New York Knicks (27 marzo 2021)
- Massimo di assist: 5 (2 volte)
- Massimo di palle rubate: 3 vs Utah Jazz (31 ottobre 2021)
- Massimo di stoppate: 2 (2 volte)
- Massimo di minuti giocati: 41 vs Cleveland Cavaliers (10 aprile 2022)

### NBA G-League
| Anno      | Squadra        | PG  | PT  | MP   | TC%  | 3P%  | TL%  | RP  | AP  | PRP | SP  | PP   |
| --------- | -------------- | --- | --- | ---- | ---- | ---- | ---- | --- | --- | --- | --- | ---- |
| 2013-2014 | Delaware 87ers | 50  | 42  | 29,3 | 46,9 | 30,9 | 66,3 | 4,3 | 2,1 | 1,2 | 1,3 | 12,0 |
| 2014-2015 | Westch. Knicks | 47  | 47  | 32,9 | 45,9 | 23,2 | 61,8 | 6,2 | 1,7 | 1,7 | 1,7 | 13,9 |
| 2015-2016 | Westch. Knicks | 44  | 38  | 27,4 | 50,1 | 22,0 | 65,0 | 4,8 | 1,4 | 0,8 | 1,3 | 10,9 |
| 2019-2020 | Wisconsin Herd | 2   | 2   | 29,5 | 41,4 | 0,0  | 62,5 | 7,5 | 2,0 | 1,0 | 1,0 | 17,0 |
| Carriera  | Carriera       | 143 | 129 | 29,9 | 47,3 | 26,0 | 64,0 | 5,1 | 1,8 | 1,2 | 1,4 | 12,4 |

## Palmarès

### Squadra
- Campionato greco: 2

Panathinaikos: 2017-18, 2018-19
- Campionato NBA: 1

Milwaukee Bucks: 2021
- Coppa di Grecia: 1

Panathinaikos: 2018-19

### Individuale
- All-NBDL All-Defensive Second Team (2015)
- All-NBDL All-Defensive Third Team (2014)